# Euskaltel
Euskaltel S.A. è un operatore spagnolo di telefonia fissa, telefonia mobile, Pay TV (Euskaltel TV) e internet (fibra e 4G), che opera nei Paesi Baschi, nelle Asturie, in Galizia e in Navarra. La sua sede centrale si trova nel Parco Tecnologico di Zamudio, nel comune di Derio, in Biscaglia.
L'operatore galiziano R e l'asturiano Telecable sono filiali del gruppo Euskaltel.

## Storia
È stata fondata nel 1995 da uno sforzo congiunto del governo basco e di diverse banche basche. Il suo nome può tradursi in italiano come "tel basco", e il suo colore aziendale è l'arancione. Alla fine del 2006 ha effettuato un'operazione di rebranding, scegliendo euskaltel (interamente in minuscolo) come versione grafica del nome e adottando il logo attuale che raffigura una farfalla stilizzata di colore arancione.
Euskaltel ha la più grande rete in fibra ottica nei Paesi Baschi, con 350.000 km installati, ed è la principale compagnia telefonica nei Paesi Baschi con 216.846 clienti e una quota di mercato del 41% nella banda larga. Questa leadership è mantenuta anche nella televisione a pagamento via cavo, con 115.554 clienti e una quota di mercato del 47%. Nella telefonia mobile, Euskaltel controlla una quota di mercato del 20%, con 165.411 clienti mentre nella telefonia fissa è il secondo operatore, con una quota di mercato del 38%